# Сафмар
Промышленно-финансовая группа «Сафмар» — российский многоотраслевой конгломерат. В группу входят компании нефтедобывающей, нефтеперерабатывающей, калийной промышленности, строительные и девелоперские холдинги, компании по управлению коммерческой недвижимостью, логистические центры, отели, медийные ресурсы: радиостанции и телеканалы.

## История
Конгломерат основан в 1992 году как группа «БИН». Группа «Сафмар» объединяет активы, принадлежащие одному из российских предпринимателей Михаилу Гуцериеву. Название группы «Сафмар» составлено из первых букв имён родителей Гуцериева — Сафарбека и Марем. С 2013 года это название использовалось для благотворительного фонда. В 2015 году для стратегического управления принадлежащими ему активами из разных отраслей экономики Гуцериев создает компанию АО «Группа Сафмар» и становится председателем совета директоров группы.
Изначально название «Сафмар» было дано группе пенсионных фондов, впоследствии это название получила вся группа «БИН».
В 2016—2017 годах на базе лизинговой компании «Европлан», приобретённой «Группой БИН» в 2015 году, был создан холдинг «Сафмар финансовые инвестиции» (с 2021 года — «ЭсЭфАй» (SFI), контролируемый сыном Михаила Гуцериева Саидом. С 2016 по 2019 год в состав группы «Сафмар» входили новые крупные производственные компании. В 2019 года структуры холдинга приобрели Афипский нефтеперерабатывающий завод, а в октябре того же года группа стала крупнейшим акционером Кузбасской топливной компании.
С 2019 по 2021 годы промышленно-финансовая группа «Сафмар» входила в число лидеров списка «РБК-500», занимая места среди крупнейших государственных и частных корпораций России. В 2020 году группа подтвердила свои позиции в данном рейтинге, а также вошла в топ-10 списка 400 крупнейших компаний России по версии медиахолдинга «Эксперт». Аналогичные результаты группа «Сафмар» продемонстрировала и в 2021 году.

## Суды
В октябре 2019 года российская версия Forbes опубликовала материал, согласно которому банк непрофильных активов «Траст» насчитал 1 трлн рублей долга у семьи Гуцериева и его племянника Шишханова. «Сафмар» назвал эту информацию ложью, не исключив возможности подачи иска о защите деловой репутации. В итоге иск о защите деловой репутации к «Сафмару» подал издатель российского Forbes. 10 декабря «Сафмар» и Михаил Гуцериев подали иск против журнала в Арбитражный суд Москвы с требованием удалить статью. В середине декабря 2019 года редакция журнала удалила материал с сайта издания, признав его ошибочным, и спор был урегулирован во внесудебном порядке.

## Активы

### Тяжёлая промышленность
В состав промышленных активов группы входят:
- нефтедобывающий холдинг ПАО НК «РуссНефть». Предприятия холдинга действуют в 7 регионах РФ и Республике Беларусь, в его структуру входят:
  - ОАО «Варьеганнефть» (Ханты-Мансийский автономный округ)[18];
  - ОАО «Аганнефтегазгеология» (Ханты-Мансийский автономный округ)[19];
  - ОАО НАК «Аки-отыр» (Ханты-Мансийский автономный округ)
  - ООО «Белые ночи» (Ханты-Мансийский автономный округ);
  - СТ АО «Голойл» (Ханты-Мансийский автономный округ);
  - ОАО «Черногорское» (Ханты-Мансийский автономный округ);
  - ОАО «Саратовнефтегаз» (Саратовская область);
  - ОАО «Ульяновскнефть» (Ульяновская и Пензенская области);
  - ОАО «Томская нефть» (Томская область);
  - ИП «Славнефтехим» ЗАО (Республика Беларусь);
  - ООО НК «Руснефть-Брянск» (эксплуатация нефтеналивного терминала в Брянской области).
- нефтедобывающий холдинг АО НК «Нефтиса»[20]. Дочерние компании холдинга работают в 7 регионах РФ:
  - АО «Белкамнефть им. А. А. Волкова» (Удмуртская республика);
  - АО «Новосибирскнефтегаз» (Новосибирская область);
  - АО «Комнедра» (республика Коми);
  - ООО «КанБайкал» (Ханты-Мансийский автономный округ);
  - ООО «ПИТ „Сибинтэк“» (Тюменская область);
  - АО «Самараинвестнефть» (Самарская область)[21];
  - АО «Уралнефтесервис» (Пермский край).
- ООО «Сладковско-Заречное» (добыча нефти в Оренбургской области)
- вертикально интегрированный нефтяной холдинг АО «ФортеИнвест», управляет следующими активами:
  - ПАО «Орскнефтеоргсинтез» (Оренбургская область)[22];
  - ООО «Афипский НПЗ» (Краснодарский край);
  - добывающие предприятия в Оренбургской области[23][24].
- АО «Компания «Адамас» (управляет АО «Краснодарский НПЗ-Краснодарэконефть»)
- Угольнодобывающий холдинг АО «Русский уголь», предприятия которого действуют в 4 регионах РФ:
  - АО «Амуруголь» (Амурская область);
  - АО «Красноярсккрайуголь» (Красноярский край);
  - ООО «Разрез «Саяно-Партизанский» (Красноярский край);
  - ООО «Разрез Кирбинский» (Республика Хакасия)[25];
  - АО «Кузбасская топливная компания» (Кемеровская область).
- «GCM Global Energy Inc.» (владеет добывающими активами в Республике Азербайджан и Республике Казахстан).

### Строительство и девелопмент
Группа «Сафмар» владеет крупными строительными и девелоперскими активами:
- АО «Моспромстрой»;
- ГК «А101» (девелоперская компания полного цикла)[27][28][29][30][31].

Группа является крупным застройщиком московского региона и владеет земельным банком в Новой Москве (более 2500 гектаров).

### Гостиничный бизнес
Группа «Сафмар» владеет 10 люксовыми отелями в столице России, а также отелями в Минске и Астане: «Националь», «Интерконтиненталь Тверская», «Шератон Палас», «Марриотт Гранд», «Марриотт Ройал Аврора», «Марриотт Тверская», «Хилтон Ленинградская», «Холидей Инн Лесная», «Холидей Инн Сущевский», «Рэдиссон Блу Олимпийский», «Ренессанс Минск», «Астана Марриотт». Общий номерной фонд этих отелей составляет 3 190 номеров.

### Управление недвижимостью
Группа «Сафмар» владеет:
- АО «Корпорация А. Н. Д.» (управляет действующими торгово-развлекательными центрами и офисной недвижимостью в московском регионе)[нет в источнике];
- Компания MLP (владеет 9 крупными логистическими комплексами в России и странах СНГ);
- ООО «Пионер эстейт» (управляет объектами коммерческой недвижимости различного назначения).

Общая площадь коммерческой недвижимости группы превышает 3,5 млн м² и доход от сдачи её в аренду в 2019 году составил 580 млн $. В 2021 году группа «Сафмар» завершила возведение второй очереди торгово-офисного центра «Смоленский Пассаж», данный проект был признан лучшим многофункциональным центром в рамках премии CRE Awards 2022 года.

### Медийные активы
В группу «Сафмар» входят 7 федеральных радиостанций и телевизионный холдинг «Bridge Media».
Радиостанции группы:
- «Радио Шансон»[45];
- «Радио Дача»;
- «Весна ФМ»;
- «Восток ФМ»;
- «Love radio»;
- «Русский Хит»[нет в источнике];
- «Такси ФМ».

Телевизионные каналы группы:
- Bridge TV;
- Bridge TV Русский хит;
- Bridge TV Classic;
- Bridge TV Hits;
- Bridge TV Deluxe;
- Bridge TV Шлягер;
- Bridge TV Казахстан.